# Wegkreuz (Schweinheim)
Das Wegkreuz im Euskirchener Stadtteil Schweinheim wurde Ende des 17. Jahrhunderts errichtet und zählt zu den ältesten Wegkreuzen der Gegend.
Das 468 cm hohe Wegkreuz aus Trachyt steht unter Denkmalschutz. Neben dem Kreuz mit einer Statue, die Jesus Christus darstellt, besteht das Wegkreuz auch über eine Nische mit einem Muschelelement mit darüber angebrachtem farbig gestalteten Doppelwappen der Adelsgeschlechter Bernsau und Waldenberg und einem Treppensockel, dessen untere Stufen in der Erde liegen. Das Kreuz steht am Ortsausgang unter drei 1930 gepflanzten Lindenbäumen.
Das Kreuz wurde vermutlich anlässlich der Hochzeit des Burgherrn Wirich Wilhelm Dietrich von Bernsau mit Amalie Regina Katharina von Waldenberg gestiftet, die am 11. Januar 1694 stattfand. Aus diesem Grund wird das Wegkreuz auch gelegentlich Schweinheimer Hochzeitskreuz oder Allianzkreuz von Schweinheim genannt.  